# Смерть мастера чайной церемонии
«Смерть мастера чайной церемонии» (яп. 千利休 本覺坊遺文 Сэн-но рикю:. Хонкакубо ибун, «Сэн-но-Рикю. Записки Хонкакубо») — японский фильм-драма режиссёра Кэя Кумаи, вышедший на экраны в 1989 году. Фильм поставлен по повести известного японского писателя Ясуси Иноуэ «Записки Хонкакубо» (1981), написанной на основе воспоминаний монаха Хонкакубо, который долгое время был близок к Сэн-но Рикю, замечательному мастеру чайной церемонии эпохи Адзути Момояма (XVI век). Фильм был снят к 400-летию со дня рождения Сэн-но Рикю и рассказывает о последних годах жизни мастера.

## Сюжет
Все 27 лет после смерти Рикю монах Хонкакубо молится за упокой души своего учителя.
Однажды он встречается с мастером Юраку, который хочет узнать, почему сёгун Хидэёси вынудил Рикю сделать харакири. Он подробно расспрашивает Хонкакубо о монахах Тоё, Орибэ и Содзи, сподвижниках Рикю, которые один за другим расстались с жизнью. Юраку не хочет повторить их путь, считая, что он останется в истории как великий мастер, умерев своей смертью.
Однако, в предсмертном бреду, видя картины последних дней жизни Рикю, делающего харакири, Юраку повторяет его движения и умирает.

## В ролях
- Эйдзи Окуда — Хонкакубо
- Тосиро Мифунэ — Рикю
- Кинносукэ Накамура — Юраку
- Го Като — Орибэ
- Синсукэ Асида — Хидэёси
- Цунэхико Камидзё — Содзи
- Эйдзиро Тоно — Кокэй
- Такэтоси Найто — Тоё

...Чайная церемония, которой посвящён фильм, требует особого ментального порыва, ибо несёт в себе религиозный смысл — испокон веков для самураев момент причащения к напитку уподобляется духовной подготовке человека к уходу в мир иной. «Смерть мастера чайной церемонии», в которой великолепно солирует Тосиро Мифунэ (...) — картина сосредоточенно-ритуальная, где духовное начало ищет прямой, почти знаково воплощённой поддержки в пластике, ритме, строгости декорационных форм, словно возложила на себя роль ориентира эстетической дисциплины, которая, судя по мнению многих, произрастает из незамутнённой фольклорной традиции.

## Премьеры
- — 7 октября 1989 года состоялась национальная премьера фильма в Токио[1].
- — премьера в США 1 июня 1990 года в Нью-Йорке[3].
- — в СССР фильм был впервые показан в 1990 году в Москве, Ленинграде и Находке в рамках XXIV фестиваля японских кинофильмов.

## Награды и номинации
Премия Японской киноакадемии
- 14-я церемония вручения премии (1990)[4]

Выиграны:
- Премия за лучшее освещение — Ясуо Иваки (совместно с фильмом «Чёрный дождь» режиссёра Сёхэя Имамуры)

Номинации в категориях:
- за лучший фильм
- за лучшую режиссёрскую работу — Кэй Кумаи
- за лучшее исполнение главной мужской роли — Эйдзи Окуда
- за лучшее исполнение мужской роли второго плана — Кинносукэ Накамура
- за лучший сценарий — Ёсиката Ёда
- за лучшую операторскую работу — Масао Тотидзава
- за лучший монтаж — Осаму Иноуэ
- за лучший звук — Тэцуя Охаси
- за лучшую работу художника-постановщика — Такэо Кимура
- за лучший саундтрек — Тэйдзо Мацумура
- за лучшую работу звукооператора — Юкио Кубота

Международный кинофестиваль в Чикаго (1989)
- Премия «Серебряный Хьюго»

Международный кинофестиваль в Венеции (1989)
- Премия «Серебряный лев»

Nikkan Sports Film Award (1989)
- Премия за лучшее исполнение главной мужской роли — Эйдзи Окуда

Премия журнала «Кинэма Дзюмпо» (1990)
- премия за лучший сценарий — Ёсиката Ёда
- Фильм выдвигался на премию "Кинэма Дзюмпо" в номинации за лучший фильм года, однако по результатам голосования занял 3 место.